# SN 2010hj
SN 2010hj – supernowa typu Ia odkryta 4 sierpnia 2010 roku w galaktyce E145-G16. W momencie odkrycia miała maksymalną jasność 17,10m.